# Cantonul Millas
Cantonul Millas este un canton din arondismentul Perpignan, departamentul Pyrénées-Orientales, regiunea Languedoc-Roussillon, Franța.

## Comune
- Corbère
- Corbère-les-Cabanes
- Corneilla-la-Rivière
- Le Soler
- Millas (reședință)
- Néfiach
- Pézilla-la-Rivière
- Saint-Féliu-d'Amont
- Saint-Féliu-d'Avall